# 지오바니 자코모 페니

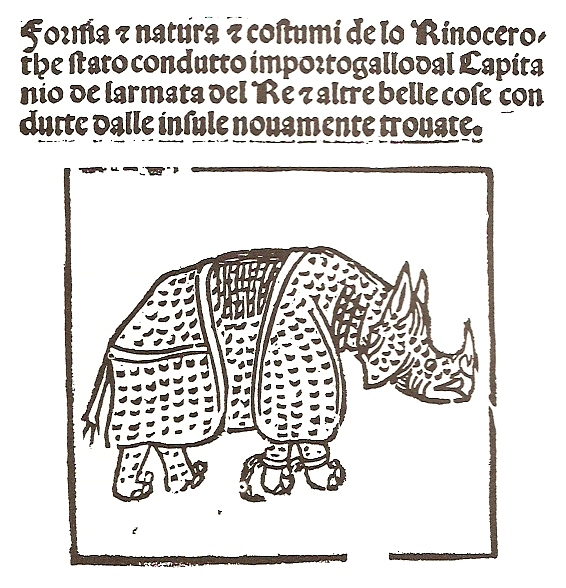
지오바니 자코모 페니의 코뿔소 목판화

지오바니 자코모 페니(16C?)는 이탈리아 피렌체 출신의 외과의사였다. 그의 출생이나 생애, 작업에 대한 정보가 거의 남아 있지 않다. 남아 있는 정보로는 그가 사회 고위 계층이나 궁중에서 일을 했던 사람으로 분석되고 있다.